# Leánytánc
Leánytánc est une danse hongroise traditionnelle qui signifie littéralement « danse de jeune fille » en hongrois. On distingue les danses instrumentales de jeunes filles et les « karikázó » qui sont des jeux dansés accompagnés par des chants.